# سونی اریکسون ام۶۰۰
سونی اریکسون ام۶۰۰ (به انگلیسی: Sony Ericsson M600)، یک‌نمونه از گوشی‌های تلفن همراه سری ام (به انگلیسی: M) شرکت سونی اریکسون می‌باشد که در سال ۲۰۰۶ توسط همین شرکت به بازار عرضه شده‌است.